# André Milongo
André Milongo (Mankondi, 20 ottobre 1935 – Parigi, 23 luglio 2007) è stato un politico della Repubblica del Congo, Primo ministro dal giugno 1991 al settembre 1992.
Si candidò alle elezioni presidenziali del 1992 ottenendo il 10,2% dei voti.